# Palacio Barbarigo
El palacio Barbarigo es un edificio histórico italiano situado frente al Gran Canal de Venecia, en el sestiere de Dorsoduro, junto al palacio Da Mula y próximo al palacio Contarini-Polignac Dal Zaffo.

## Historia

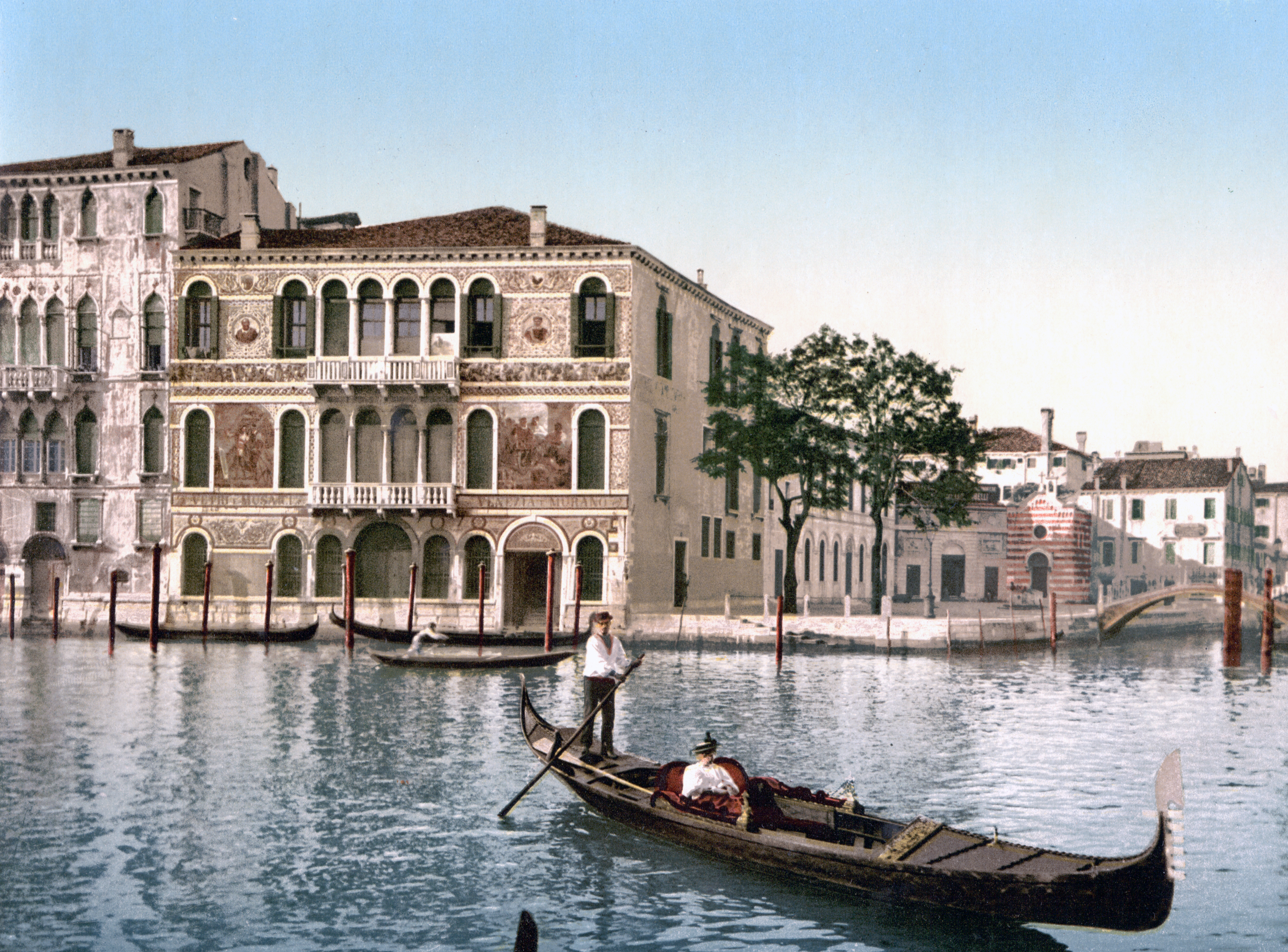
Fotocromo de finales del.

Su construcción data del siglo XVI.
Se distingue por sus mosaicos de vidrio de Murano,
 instalados en 1868. En aquella época fue propiedad de los hermanos Testolini, dueños de una fábrica especializada en la fabricación de mobiliario artístico, vidrio, tejidos y mosaicos, que se inspiraron en los mosaicos exteriores en la fachada de la Basílica de San Marcos para decorar el palacio.

## Descripción
Aunque de dimensiones modestas, el edificio destaca por su fachada colorista y el uso del mosaico, en contraposición con el fresco, más habitual en el siglo XVI, pero sujeto a un mayor deterioro.
El palacio tiene un diseño renacentista en sus tres pisos. A la altura del canal, la fachada se abre por medio de una logia cuyos dos arcos permiten el acceso del agua al "portego", o sala de recibimiento. Las dos plantas nobles, de similar composición, presentan arcos de medio punto, destacando los ventanales centrales de cuatro aberturas con balaustrada. Remata la fachada una fina cornisa dentada.
En los años 1920 el Palazzo Barbarigo fue la sede de Pauly & C. - Compagnia Venezia Murano, una fábrica de vidrio veneciano fundada en 1902.